# Turza Wielka (Działdowo)
Turza Wielka (deutsch bis 1920: Groß Tauersee, 1939 bis 1945 Tauersee) ist ein Dorf in der polnischen Woiwodschaft Ermland-Masuren. Es gehört zur Gmina Działdowo (Landgemeinde Soldau) im Powiat Działdowski (Kreis Soldau).

## Geographische Lage
Turza Wielka liegt im Südwesten der Woiwodschaft Ermland-Masuren, 23 Kilometer südwestlich der einstigen Kreisstadt Neidenburg (polnisch Nidzica) bzw. neun Kilometer nordöstlich der heutigen Kreismetropole Działdowo (deutsch Soldau i. Ostpr.).

## Geschichte

### Ortsgeschichte
Groß Tauersee wurde 1414 erstmals erwähnt. Die Landgemeinde Groß Tauersee wurde 1874 in den Amtsbezirk Ruttkowitz (polnisch Rutkowice) im ostpreußischen Kreis Neidenburg eingegliedert. 1910 zählte Groß Tauersee 574 Einwohner.
Im Soldauer Gebiet gelegen kam Groß Tauersee 1920 zu Polen und erhielt die polnische Namensform „Turza Wielka“. Am 1. August 1934 wurde das Dorf in die neue Landgemeinde Filice eingegliedert. Am 26. Oktober 1939 trat die Landgemeinde Filice zum Deutschen Reich und wurde in „Landgemeinde Fylitz“ umbenannt. Am 1. April 1940 wurde aus ihr der „Amtsbezirk Tauersee“. Die Gemeinde Tauersee war bis 1945 Amtsdorf im erneut gebildeten Kreis Neidenburg.
Mit dem gesamten südlichen Ostpreußen kam Tauersee 1945 in Kriegsfolge wieder zu Polen und erhielt die Bezeichnung „Turza Wielka“ zurück. Heute ist das Dorf mit dem Sitz eines Schulzenamts (polnisch Sołectwo) eine Ortschaft im Verbund der Gmina Działdowo (Landgemeinde Soldau) im Powiat Działdowski (Kreis Soldau), bis 1998 der Woiwodschaft Ciechanów, seither der Woiwodschaft Ermland-Masuren zugehörig. Im Jahre 2011 zählte Turza Wielka 678 Einwohner.

### Amtsbezirk Tauersee (1940 bis 1945)
Zum Amtsbezirk Tauersee gehörten in den vierdreiviertel Jahren seines Bestehens acht Kommunen:
| Deutscher Name | Polnischer Name |  | Deutscher Name | Polnischer Name |
| -------------- | --------------- |  | -------------- | --------------- |
| Borchersdorf   | Burkat          |  | Skurpien       | Skurpie         |
| Fylitz         | Filice          |  | Tauersee       | Turza Wielka    |
| Schönkau       | Sękowo          |  | Usdau          | Uzdowo          |
| Schönwiese     | Krasnołąka      |  | Wilmsdorf      | Wilamowo        |

## Kirche

### Evangelisch
Bis 1945 war Groß Tauersee resp. Tauersee innerhalb der Kirchenprovinz Ostpreußen der Kirche der Altpreußischen Union in die evangelische Kirchengemeinde Usdau (polnisch Uzdowo) eingegliedert, die zwischen 1920 und 1940 in die Unierte Evangelische Kirche in Polen integriert war. Heute gehört das Dorf zur Kirchengemeinde der Erlöserkirche in Działdowo (Soldau) in der Diözese Masuren der Evangelisch-Augsburgischen Kirche in Polen.

### Römisch-katholisch
Katholischerseits gehörte Groß Tauersee resp. Tauersee vor 1945 zur Pfarrei in Działdowo (Soldau). Heute nun ist Turza Wielka selbst ein Pfarrort – als „Parafia pw. Matki Bożej Różańcowej“. Er ist dem Dekanat Działdowo in der Region Brodnica (Strasburg) im Bistum Toruń (Thorn) zugehörig. Von Turza Wielka wird die Filialkirche Uzdowo (Usdau) mitversorgt. Zur Pfarrei Turza Wielka gehören außer dem Pfarrort und dem Filialdorf die Orte: Kramarzewo (Krämersdorf), Myślęta (Meischlitz), Niestoja (Niostoy), Sękowo (Schönkau) und Skurpie (Skurpien).

## Verkehr

### Straße
Turza Wielka ist von der Woiwodschaftsstraße 538 (Gralewo-Stacja) und von der Woiwodschaftsstraße 542 (Filice) aus erreichbar, außerdem führen mehrere lokale Nebenstraßen in den Ort.

### Schiene
Als am 1. Oktober 1910 die Bahnstrecke Bergfriede–Groß Tauersee (polnisch: Sambrowo–Turza Wielka) eröffnet wurde, erhielt Groß Tauersee einen Bahnhof zugleich an der seit 1877 hier entlang führenden Bahnstrecke Danzig–Warschau. Letztere besteht noch heute, allerdings ist Turza Wielka seit 2012 lediglich noch ein Haltepunkt im Personenverkehr, da die Strecke nach Samborowo schon seit 1993 nicht mehr existiert und die Polnische Staatsbahn (PKP) eine Modernisierung der Strecke Danzig-Warschau vorgenommen hat.